# DDR-Meisterschaften im Bobsport 1951

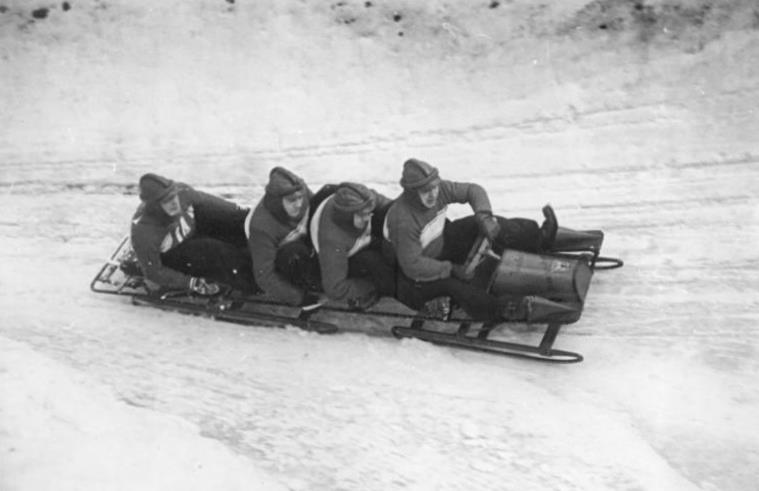
„Ein Viererbob saust durch die Bahn.“ (Originalbeschreibung des Bundesarchivs)

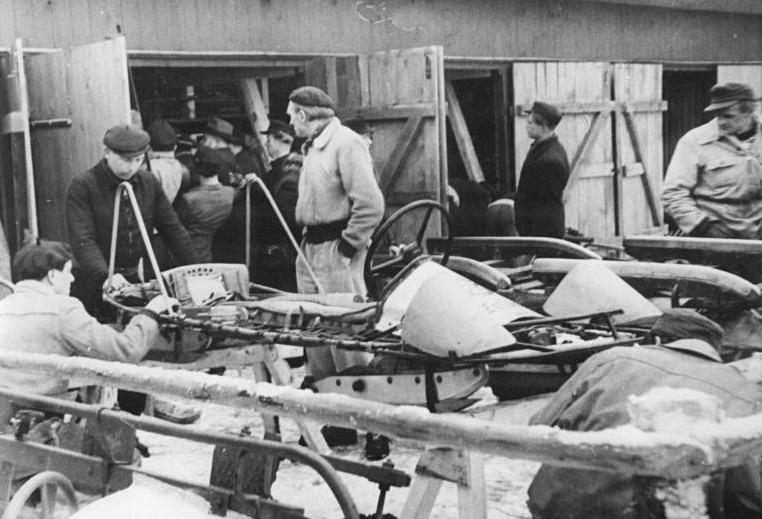
„Die Bobmannschaften überprüfen ihre Bobschlitten.“

Die DDR-Meisterschaften im Bobsport 1951 wurden am 17. und 25. Februar 1951 im Rahmen der Wintersportmeisterschaften sowie einem Ersatztermin auf der Wadebergbobbahn in Oberhof ausgetragen.

## Zweierbob
Datum: 17. Februar (Samstag), 9 Uhr
Im ersten Lauf erzielte der Bob „Thüringen III“ (Otto Harz / Kurt Werner) vor den Augen des Präsidenten Wilhelm Pieck und des stellvertretenden Ministerpräsidenten Walter Ulbricht einen neuen Bahnrekord (1:49,1 min).
| Platz | Sportler                       | Bob                         | Zeit (min) |
| ----- | ------------------------------ | --------------------------- | ---------- |
| 1     | Erich Hansen / Oswald Schelter | Thüringen I (Oberhof)       | 3:41,5     |
| 2     | Otto Harz / Kurt Werner        | Thüringen III (Ilmenau)     | 3:42,9     |
| 3     | Hans Reuß / Fritz Gratz        | Thüringen II (Zella-Mehlis) | 3:46,0     |
| 4     | Günther Hohmann / Rudloff      | Sachsen-Anhalt I (Schierke) | 3:49,5     |

## Viererbob
Die Meisterschaft im Viererbob war ursprünglich für den 18. Februar geplant, wurde aufgrund ungünstiger Wetterbedingungen jedoch abgesagt. Der Bob „Thüringen IV“ (Otto Harz / Rudi Ullrich / Rudolf Wehmeyer / Kurt Werner) verunglückte bei dem ersatzweise ausgetragenen Wettbewerb ohne Meisterschaftsstatus. Alle Insassen wurden schwer verwundet, Otto Harz erlag kurze Zeit später seinen Verletzungen.
Datum: 25. Februar (Sonntag)
Eine Woche später wurde die nationale Meisterschaft an gleicher Stelle nachgeholt. Im ersten Lauf erzielte der Bob „Thüringen II“ (Erich Hansen / Oswald Schelter / Karl-Heinz Kirchner / Hans Feist) vor 30.000 Zuschauern einen neuen Bahnrekord (1:38,559 min).
| Platz | Sportler                                                          | Bob            | Zeit (min) |
| ----- | ----------------------------------------------------------------- | -------------- | ---------- |
| 1     | Erich Hansen / Oswald Schelter / Karl-Heinz Kirchner / Hans Feist | Thüringen II   | 3:17,80    |
| 2     | Walter Feist / Maas / Sörgel / Keilholz                           | Sachsen-Anhalt | 3:21,42    |
| 3     | Schellhorn / Langhahn / Heinrich Beyreis / Schuchardt             | Thüringen I    |            |